# Desconfia
Duvido ou Desconfia é um jogo de cartas que pode ser jogado com qualquer dos baralhos existentes. Apesar de poder ser jogado com dois jogadores, recomenda-se de três para cima.

## Regras

### Objetivo
O objetivo do jogo é descartar todas as cartas da sua mão.

### O Jogo
O baralho é repartido por todos os jogadores. O jogador com a Dama de Ouros começa, jogando uma ou mais cartas viradas para baixo, e informando os outros jogadores de que carta é. No entanto, pode estar mentindo. Os outros jogadores, na sua vez, têm de jogar cartas com o mesmo número caso não tenha o jogador é obrigado a jogar quer esteja a dizer a verdade ou não.
Ex.: O primeiro jogador joga uma carta virada para baixo, dizendo que é um Dois. Todos os jogadores seguintes têm de jogar Dois. Podem estar a mentir ou não, mas têm sempre de anunciar que adicionam mais dois à pilha, sempre com as cartas viradas para baixo.
Quando um jogador acha que outro está mentindo sobre a carta que pôs, pode desconfiar: Anuncia e levanta a carta ou cartas que o outro jogador colocou. 
- Se este tiver mentido, leva todas as cartas da pilha.
- Se estiver a dizer a verdade, o jogador que desconfiou é que leva o monte.[1]

Ex: O primeiro jogador joga duas cartas viradas para baixo, e diz que são dois Setes. O segundo jogador adiciona mais um Sete. O terceiro adiciona mais um. O primeiro desconfia, e vira a carta do terceiro. Esta era mesmo um sete. O primeiro leva a pilha, e termina a jogada. Na próxima jogada, começa o terceiro, pois este ganhou a jogada.
Na nova jogada, joga primeiro quem ganhou; o desconfiado, se tiver dito a verdade, ou o que desconfiou, se o outro tiver mentido.
Em baralhos com Curinga, este pode ser usado num jogo de Desconfia. O Curinga vale como qualquer carta e, se for jogado, confere sempre veracidade a quem jogou.
Ex.: O primeiro jogador joga o que afirma serem duas Damas. O segundo joga mais duas. O terceiro desconfia. Vira, e são uma Dama e um Curinga. Como o Curinga vale como qualquer carta, o segundo disse a verdade. O terceiro leva a pilha.
O Curinga pode ser jogado sozinho ou em conjunto com outras cartas.

## Peixinhos
Por peixinho, entenda-se o conjunto das quatro cartas com o mesmo número. Por se tornar, em muitos casos, um incómodo em jogo, há quem jogue com a regra de que um jogador que tenha as quatro cartas com o mesmo número, pode retirá-las de jogo.
Ex.: O quinto jogador leva a pilha. De entre as cartas erradas de jogadores mentirosos, repara que tem quatro Valetes. Anuncia que tem peixinho de Valetes, e retira essas quatro cartas de jogo. O jogo continua.